# Nikola Kalinić (basket-ball)
Pour les articles homonymes, voir Nikola Kalinić et Kalinić.
Nikola Kalinić (en serbe : Никола Калинић), né le 8 novembre 1991 à Subotica en Serbie, est un joueur serbe de basket-ball. Il évolue au poste d'ailier.

## Biographie
Le 31 juillet 2015, Nikola Kalinić est annoncé comme rejoignant le Fenerbahçe Istanbul. Le joueur avait alors encore deux saisons sous contrat avec l'Étoile rouge et le club turc a dû s'acquitter du buyout de 1 105 000 $ pour s'offrir les services de l'ailier serbe.
Lors de la saison 2017-2018, il évolue uniquement en EuroLigue avec une moyenne de 5,5 points marqués en 19 matchs. Son équipe termine deuxième de la compétition en s'inclinant 85 à 80 en finale contre le Real Madrid.
Après cinq saisons disputées avec le club turc, il s'engage pour une saison en Espagne avec Valence au mois de juillet 2020.
En juillet 2021, Kalinić retourne pour deux saisons à l'Étoile rouge de Belgrade.
En juillet 2022, Kalinić quitte l'Étoile rouge après une saison et rejoint le FC Barcelone pour deux saisons.

## Palmarès
Avec l'Étoile rouge de Belgrade, il remporte :
- Ligue adriatique 2015 [5] et 2022[4]
- MVP du championnat serbe 2022[4]
- Championnat serbe 2015, 2022[4]
- Vainqueur de la coupe de Serbie 2015 et 2022

Avec la sélection de la Serbie, il remporte :
- Médaille d'argent aux Jeux olympiques de 2016.
- Médaille d'argent à la coupe du monde 2014 en Espagne.
- Finaliste des Jeux méditerranéens de 2013

Avec le Fenerbahçe, il est :
- Vainqueur de l'Euroligue 2016-2017 ;
- Champion de Turquie en 2016, 2017, 2018 ;
- Vainqueur de la Coupe de Turquie 2016, 2019, 2020.

Avec le Barça, il est :
- Champion d'Espagne en 2023